# Antonio Carlos Figueira
Antonio Carlos dos Santos Figueira (Recife, 19 de outubro de 1960 — Recife, 23 de dezembro de 2023) foi um médico brasileiro. Graduado pela Universidade Federal de Pernambuco (UFPE), tem pós-graduação em pediatria e mestrado em Saúde Materno Infantil pela Universidade de Londres. Foi especialista em administração hospitalar pela Escola Nacional de Saúde Pública (ENSP).
É filho do Professor Fernando Figueira, fundador do Instituto de Medicina Integral Professor Fernando Figueira -IMIP.
Antonio Carlos Figueira é membro da Academia Pernambucana de Medicina. Diretor acadêmico da Faculdade Pernambucana de Saúde. Foi secretário adjunto da Secretaria de Saúde do Estado de Pernambuco de dezembro de 1996 a dezembro de 1998. Foi presidente do Instituto de Medicina Integral Professor Fernando Figueira - IMIP, onde comandou o ambicioso projeto de restauro do Hospital Pedro II.
Faleceu em 23 de dezembro de 2023 aos 63 anos, ele passava por um tratamento de câncer na cabeça desde 2021.